# Chiesa di San Cristoforo (Bobbio)
La chiesa di San Cristoforo di Bobbio è una chiesa parrocchiale del vicariato di Bobbio, Alta Val Trebbia, Aveto e Oltre Penice della diocesi di Piacenza-Bobbio, situata nella frazione di San Cristoforo di Bobbio in provincia di Piacenza.
Vi è la testimonianza di due chiese erette come luoghi di culto della cella monastica di Viulio o Ugullio (ant. Vidulium), fondata nel VII secolo e dipendente dal monastero di Bobbio, come testimoniano due diplomi imperiali, uno di Ottone I, datato 30 luglio 972, e uno di Corrado II del 1027 (quest'ultimo conservato negli archivi storici bobiensi) Nell'XI secolo il territorio, la cella monastica e le chiese passarono alle dipendenza della Diocesi di Bobbio e del Vescovo.
La chiesa più antica dedicata a San Giacomo sorse nel paese accanto alla struttura monastica di cui rimane traccia nell'attuale Casa fortificata, successivamente abbandonata nel XVII secolo, venne modificata e trasformata in edificio agricolo e cantina; l'antica struttura è ben visibile nella parte absidale costruita su roccia. L'altro luogo di culto dedicato a San Cristoforo era posto su di un colle fuori dal paese a circa 1 km e vicino all'odierno cimitero (in zona Chiesa Vecchia).
La Chiesa di San Cristoforo divenne in seguito la sede parrocchiale fino a dare il nome alla frazione attorno al XIX secolo, l'antica struttura rimase pressoché inalterata fino alla distruzione in epoca napoleonica, ricostruita in parte venne definitivamente abbandonata e demolita nella parte superiore nel 1910 quando sorse il nuovo edificio. Di essa ne rimangono solo i ruderi. Fino al 1500 anche la Chiesa di Dezza dipese da S. Cristoforo finché divenne parrocchia. Nel XV secolo per un lungo periodo la parrocchia era amministrata assieme alle parrocchie di Dezza e Ceci da un unico parroco, che spostò la sede da San Cristoforo a Dezza, perché più centrale rispetto alle tre chiese. Venne eretta a parrocchia autonoma con decreto del vescovo di Bobbio mons. Birago del 24 ottobre 1759.
L'attuale chiesa parrocchiale venne costruita nella nuova sede nel 1910 dal parroco Mons. Carlo Muzio e dal costruttore Giovanni Galli, in stile romanico lombardo, in pietra su disegno dell'architetto milanese Cecilio Arpesani. L'adiacente casa canonica venne edificata nel 1888, la torre campanaria non venne mai realizzata per cedimenti strutturali, così curiosamente le tre campane fuse nel 1903 (ne rimase solo una antica) sono rette da un'impalcatura piramidale in acciaio. La facciata vede la presenza di due grandi finestre e del rosone con vetrate, sopra il portale in legno il timpano con una lunetta in marmo bianco con San Cristoforo con Gesù bambino benedicente e sulla destra il rilievo scolpito della vecchia chiesa. In alto sopra la lunetta la scritta beneaugurale del santo protettore dei viandanti: Cristophorum videas - postea tutus eas - vedi Cristoforo e viaggia tranquillo.
L'interno è a navata unica con due cappelle laterali, dedicate alla Madonna e a San Giuseppe, il pulpito è a forma esagonale in pietra e bronzo, mentre il presbiterio è elevato con altare maggiore in marmo bianco. In alto ai lati dell'altare maggiore le statue di San Cristoforo e Sant'Antonio abate.

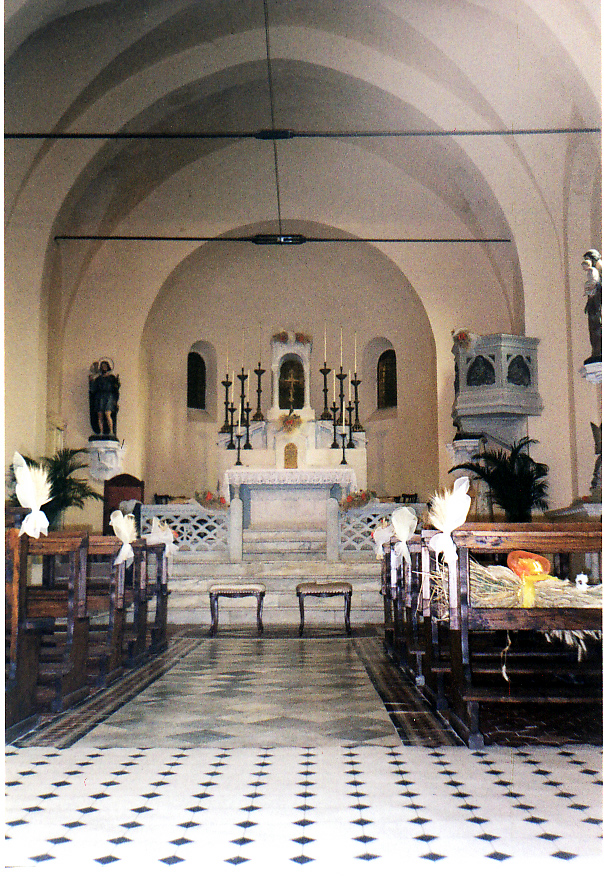
Interno della chiesa con l'altare maggiore

Nella vicina frazione di Moglia vi era la dipendenza di una cella monastica, documentata nell'862 con il toponimo di Solia, con la presenza di un convento cui rimane traccia nella Casa fortificata (privata)
Dalla parrocchia dipendono anche le frazioni parrocchiali delle Mogliazze, della Moglia e dell'antica Cavanna.
La festa annuale è il 25 luglio.